# Reinhard
Reinhard ist ein männlicher Vorname und ein Familienname.

## Herkunft und Bedeutung
Der Name Reinhard ist ein männlicher Eigenname, eigentlich ein Vorname, der aber als Patronym oft auch als Familienname geführt wird. Er ist ein Kompositum, gebildet aus Ableitungen der althochdeutschen Wörter ragin (‚Rat, Ratschluss‘) und harti (‚stark‘), also „der Ratvolle, der gute Ratgeber.“ Bei der gelegentlich alternativ angegebenen Ableitung von „rein“ und „Herz“ (von niederdeutsch, hart ‚Herz‘) handelt es sich wohl um eine frei erfundene Volksetymologie, auch weil dieser Name am häufigsten in hochdeutschen und weniger oft in niederdeutschen Gebieten verbreitet ist.
Bei Reinhard handelt es sich ursprünglich um einen Eigenschaftsnamen (Übername), der die Person als guten Ratgeber identifizieren soll. Aus diesem Grund bezeichnet er als Fabelwesen den Fuchs (deutsch im Mittelalter Reinhard Fuchs, später Reineke Fuchs). Diese Assoziation war so weit verbreitet, dass z. B. im Französischen der Name Reynard den früheren Begriff für Fuchs, goupil, vollständig ersetzte (heute: frz. renard, „Fuchs“). Dementsprechend kann der Name auch jene bezeichnen, die als fuchsartig galten, z. B. wegen ihrer roten Haare oder ihrer listigen Art.

## Verbreitung
Der Name wird in Deutschland regelmäßig bei der Namenswahl berücksichtigt. Besonders beliebt war er im letzten Jahrhundert bis Mitte der 1960er Jahre, danach ging seine Beliebtheit zurück. Heute ist Reinhard ein mäßig beliebter Name, er wurde von 2010 bis 2023 rund 330 Mal vergeben. In Österreich wird der Name seit 1984 fast alljährlich vergeben. Bis zum Jahr 1994 befand er sich in den Top-100 der Vornamenscharts. Seit der Jahrtausendwende ist seine Vergabe stark rückläufig. Von 1984 bis 2023 wurde er circa 1.900 gewählt. In der Schweiz zählte der Name von 1930 bis Ende der 1950er Jahre zu den populären Vornamen. Heute wird der Name nur noch selten gewählt. Von 1930 bis 2023 wurden etwa 1.700 Jungen so genannt.
In Tschechien befand sich der Name zwischen 1939 und 1946 mehrmals in den Top-200. Der Name tauchte in Frankreich nur in den Jahren 1903, 1906 und 1942 in den Top-500 auf. In den Niederlanden kommt der Name seit 1930 fast jährlich in der Namensgebung vor, aber in einem geringen Umfang. Seine Vergabe ist auch in Slowenien, Kanada und den USA nachgewiesen. In den nordischen Ländern Dänemark, Norwegen und Schweden ist der Name mäßig beliebt.

## Namenstag
- 7. März, Abt des Klosters Reinhausen bei Göttingen im Jahr 1168
- 5. Dezember, Hl. Reinhard, Bischof von Lüttich im Hochmittelalter (1037). Das Grab ging vermutlich bei der Zerstörung der Lütticher Kathedrale in den französischen Revolutionskriegen unter.

## Varianten
- Weibliche Formen: Reinharda, Reinharde, Reinhardine, Renske
- Reinard, Reinert
- Reinherd, Reinherdus (um 793)
- Reginhard, Reginhardus (um 834)
- Rainhard, Rainhardt, Rainhart
- Reinhard, Reinhardt, Reinhart
- Reinhardi (um 1269)
- Reinhartz
- Reinward
- Rinaudo
- Im Mittelalter auch Rainald, wohl dem italienischen Rinaldo entsprechend
- Niederdeutsch/Niederländisch Reinke, Renke, Reinecke (mit der dem hochdeutschen -chen entsprechenden niederdeutschen Endung -ke)
- (Alt?)französisch Renart, Renard (fr. ‚Fuchs‘)

## Namensträger
Reinhard hießen folgende Herrscher:
- Reinhard I. (≈1225–1281), Herr von Hanau
- Reinhard II. (≈1369–1451), Graf von Hanau
- Reinhard III. (1412–1452), Graf von Hanau
- Reinhard IV. (1473–1512), Graf von Hanau-Münzenberg
- Reinhard von Helmstatt (1400–1456), Bischof von Speyer
- Reinhard (nach 1374 – nach 1414), von 1378/80 bis zu seinem Tode Mitregent der Grafschaft Nassau-Beilstein
- Reinhard I. von Sickingen (≈1417–1482), Bischof von Worms
- Reinhard II. von Rüppurr (1458–1533), Bischof von Worms

### Andere
- Reinhard Appel (1927–2011), deutscher Journalist
- Reinhard Borchert (* 1948), deutscher Sprinter
- Reinhard von Blankenburg († 1123), Bischof von Halberstadt
- Reinhard Bütikofer (* 1953), deutscher Politiker
- Reinhard von Dalwigk (≈1400–1461), Freiherr und Amtmann von Naumburg und Weidelsburg
- Rainhard Fendrich (* 1955), österreichischer Sänger, Moderator und Schauspieler
- Reinhard Furrer (1940–1995), deutscher Astronaut
- Reinhard Gehlen (1902–1979), deutscher Generalmajor, Leiter der Organisation Gehlen und erster Präsident des Bundesnachrichtendienstes
- Reinhard Glemnitz (* 1930), deutscher Schauspieler und Synchronsprecher
- Reinhard Grindel (* 1961), deutscher Sportfunktionär und Politiker
- Reinhard von Hanau (Kleriker) († 1369), Kleriker im böhmischen und süddeutschen Bereich
- Reinhard Heydrich (1904–1942), deutscher SS-Obergruppenführer
- Reinhard Hickel (* 1955), deutscher Zahnmediziner
- Reinhard Höppner (1948–2014), deutscher Politiker (SPD), Ministerpräsident von Sachsen-Anhalt
- Reinhard Horn (* 1955), deutscher Kirchenmusiker und Kinderliedermacher
- Reinhard Kammer (* 1941), deutscher Japanologe und Hochschullehrer
- Reinhard von Koenig-Fachsenfeld (1899–1992), deutscher Ingenieur, Erfinder und Rennfahrer
- Reinhard Koerner (1926–1987), deutscher Epigraphiker
- Reinhard Körner  (* 1951), deutscher römisch-katholischer Theologe, Karmelit, Autor und Referent
- Reinhard Lakomy (1946–2013), deutscher Komponist, Pianist und Sänger
- Reinhard Lauck (1946–1997), deutscher Fußballspieler
- Reinhard Libuda (1943–1996), deutscher Fußballspieler
- Rainhard Lukowitz (* 1950), deutscher Politiker (FDP)
- Reinhard Marx (* 1953), deutscher Kardinal
- Reinhard Mende (1930–2012), deutscher Pressefotograf
- Reinhard Menger (1920–2005), deutscher Ingenieur und Verbandsfunktionär
- Reinhard Mey (* 1942), deutscher Liedermacher
- Reinhard Mohr (* 1955), deutscher Journalist und Publizist
- Reinhard Münster (* 1955), deutscher Filmproduzent, -regisseur, Autor und Darsteller
- Reinhard Rauball (* 1946), deutscher Fußballfunktionär und Politiker
- Reinhard Reichhelm (* 1937), deutscher Brigadegeneral des Heeres der Bundeswehr
- Reinhard Scheer (1863–1928), deutscher Offizier, Admiral
- Reinhard Scheunemann (* 1950), deutscher Schauspieler und Synchronsprecher
- Reinhard Selten (1930–2016), deutscher Ökonom und Nobelpreisträger
- Reinhard Stuth (* 1956), deutscher Politiker (CDU)
- Reinhard Tausch (1921–2013), deutscher Psychologe
- Reinhard Wolf (Geograph) (* 1950), deutscher Geograph, Natur- und Denkmalschützer, Sachbuchautor

### A
- Adolph Reinhard (1828–1898), deutscher Landwirt und Politiker
- Adolf Friedrich Reinhard (1726–1783), deutscher Jurist und Publizist
- Albert Reinhard (1916–2015), deutscher Jurist und Politiker (FDP, parteilos)
- Alfred Reinhard (1957–2017), Schweizer Landwirt, Unternehmer und Firmengründer
- Alois Reinhard, Schweizer Ruderer
- Andreas Reinhard (1571–1613), deutscher Rechenmeister und Mathematiker
- Andreas Reinhard (Erfinder) (* 1956), Schweizer Erfinder
- Annemarie Reinhard (1921–1976), deutsche Schriftstellerin
- August Reinhard (Politiker) (1827–1910), Bürgermeister und Mitglied des Kurhessischen Kommunallandtages Kassel
- August Reinhard (1831–1912), deutscher Komponist

### B
- Benno Reinhard (* 1964), deutscher Jazzmusiker
- Bernhard Heinrich Karl Reinhard (1760–1799), deutscher Schauspieler und Bühnenautor

### C
- Carl Reinhard (Schauspieler) (1763–1836), deutscher Schauspieler
- Carl Reinhard (Politiker) (1909–1992), deutscher Landwirt und Politiker (CDU)
- Carlos Reinhard (* 1972), Schweizer Unternehmer und Kommunalpolitiker
- Carlson Reinhard (1953–2020), deutscher Journalist, Blattmacher, Autor
- Caspar Reinhard (um 1540–1623), deutscher Wasserbauer
- Christian Reinhard (1774–1803), deutscher Mittäter des Schinderhannes
- Christian Tobias Ephraim Reinhard (1719–1792), deutscher Mediziner, Heilarzt und Stadtphysikus in Sagan
- Christiane Maier Reinhard  (* 1950), deutsche-schweizer Bildende Künstlerin, Autorin, Kunstpädagogin
- Christine Reinhard (1771–1815), deutsche Diplomatengattin und Chronistin
- Christopher Reinhard (* 1985), deutscher Fußballspieler

### D
- Daniel Reinhard (Schauspieler) (* 1951), Schweizer Schauspieler und Regisseur
- Daniel Reinhard (Fotograf) (* 1960), Schweizer Fotograf

### E
- Egbert Reinhard (1928–2004), deutscher Politiker (SPD)
- Elias Siegesmund Reinhard (1625–1669), deutscher lutherischer Theologe
- Emil Reinhard (1880–1969), Schweizer Unternehmer
- Ernst Reinhard (1889–1947), Schweizer Politiker (SP)
- Eugen Reinhard (1937–2003), deutscher Geograph und Hochschullehrer
- Ewald Reinhard (1884–1956), deutscher Schriftsteller

### F
- Franz Reinhard (Politiker) (1859–1927), deutscher Jurist und Politiker
- Franz Volkmar Reinhard (1753–1812), deutscher evangelischer Theologe
- Franziska Reinhard (* 1969), Schweizer Politikerin (SP)
- Friedrich Reinhard (1794–1845), deutscher Ingenieurkartograph
- Fritz Reinhard (1889–1974), deutscher Ingenieur und Manager der Bimsindustrie

### G
- Gret Reinhard (1917–2002), Schweizer Architektin, siehe Hans und Gret Reinhard

### H
- Hans von Reinhard (1755–1835), Schweizer Politiker
- Hans Reinhard (1915–2003), Schweizer Architekt, siehe Hans und Gret Reinhard
- Hans Reinhard (Architekt, 1932) (* 1932), Schweizer Architekt
- Hans Reinhard (Fotograf) (* 1941), deutscher Natur- und Tierfotograf
- Hans Karl von Reinhard (1904–1949), deutscher Kommunalpolitiker
- Hans R. Reinhard (1919–2007), Schweizer Botaniker
- Hans Wolfgang Reinhard (1888–1950), deutscher General der Infanterie
- Heide Reinhard (* 1963), deutsche Theologin und Prälatin in der badischen Landeskirche
- Heinrich Reinhard (1910–1985), deutscher Geograph und Hochschullehrer
- Hellmuth Reinhard (1911–2002), deutscher Jurist, SS-Führer und Gestapomitarbeiter
- Helmut Reinhard (1914–1968), deutscher Buchhändler
- Henry Jonathan Reinhard (1892–1976), US-amerikanischer Entomologe
- Hermann Reinhard (1816–1892), deutscher Mediziner und Entomologe

### J
- Jakob Reinhard (Kanzler) (auch Reinharter oder Reichart; um 1495–1569), deutscher Kanzler
- Jakob Reinhard, bekannt als Hannikel (1742–1787), deutscher Räuber
- Johan Reinhard (* 1943), US-amerikanischer Archäologe
- Johann Reinhard (Pfarrer) (auch Johann Reinhardt; 1645–1691), deutscher Pfarrer und Superintendent
- Johann Georg Reinhard (1606–1672), deutscher Jurist und Verwaltungsbeamter
- Johann Jacob Reinhard (1714–1772), deutscher Jurist
- Johann Paul Reinhard (1722–1779), deutscher Historiker und Bibliothekar
- Johannes Reinhard (1870–1964), deutscher Politiker (CDU) und Theologe
- Johnny Reinhard (* 1956), US-amerikanischer Fagottist und Komponist
- Josef Reinhard (1749–1824), Schweizer Maler
- Josef Reinhard (1931–2023), Schweizer Fotograf, siehe Sepp Reinhard
- Julius Reinhard (1833–1901), deutscher Maschinenbauer und Politiker

### K
- Karl Reinhard (Schriftsteller) (1769–1840), deutscher Lyriker, Erzähler, Herausgeber, Übersetzer und Publizist
- Karl Reinhard (Oberamtmann) (1858–1915), badischer Oberamtmann
- Karl von Reinhard (1858–1931), deutscher Verwaltungsbeamter
- Karl Friedrich Reinhard (1761–1837), französischer Diplomat, Staatsmann und Schriftsteller
- Kurt Reinhard (Gerechter unter den Völkern), österreichischer Gerechter unter den Völkern
- Kurt Reinhard (Politiker) (1907–1989), deutscher Politiker (SPD), MdL Baden
- Kurt Reinhard (Musikwissenschaftler) (1914–1979), deutscher Musikethnologe und Komponist

### L
- Livia S. Reinhard (* 1974), deutsche Schauspielerin
- Lorenz Reinhard (1700–1752), deutscher lutherischer Theologe, Geistlicher und Gymnasiallehrer
- Lothar Reinhard (* 1938), deutscher Politiker (SPD), MdHB
- Lukas Friedrich Reinhard (1623–1688), deutscher lutherischer Theologe
- Ludwig Reinhard (1805–1877), deutscher Parlamentarier
- Ludwig von Reinhard (Diplomat) (1804–1866), württembergischer Diplomat und Gesandter
- Ludwig von Reinhard (General) (1836–1914), bayerischer Generalleutnant

### M
- Maria Reinhard (1871–1899), österreichische Gesangslehrerin und Schauspielerin
- Max Reinhard (Mineraloge) (1882–1974), Schweizer Mineraloge, Petrograph und Hochschullehrer
- Max Reinhard (NS-Funktionär) (1896–1978), NS-Funktionär und von 1935 bis 1945 Direktor des Münchner Kulturamts
- Maximilian Wilhelm Reinhard (1748–1812), Staatsrat des Großherzogtums Baden
- Michael Reinhard (Journalist), deutscher Journalist
- Michael Friedrich Reinhard (1793–1867), deutscher Politiker, bayerischer Abgeordneter
- Michael Heinrich Reinhard senior (1676–1732), deutscher Theologe
- Michael Heinrich Reinhard junior (1706–1767), deutscher Theologe
- Moritz Reinhard (1850–1898), deutscher Gutsbesitzer, Mitglied des Kurhessischen Kommunallandtages Kassel

### N
- Nadia Reinhard (* 1994), Schweizer Unihockeyspielerin
- Niels Reinhard (* 1987), deutscher Musikproduzent, Kurzfilm- und Musikvideo-Regisseur

### O
- Oliver Reinhard (* 1964), deutscher Schauspieler
- Otto Reinhard (1903–1962), Schweizer Uhrmacher

### P
- Paul Reinhard (1748–1824), Schweizer Politiker, Kaufmann und Freiheitskämpfer, siehe Paul Reinhart (Freiheitskämpfer)
- Paul Reinhard (Jurist) (1858–1931), deutscher Jurist und Richter
- Paul-Gerhard Reinhard (* 1945), deutscher Physiker
- Paula Reinhard (1850–1908), katholische Mäzenatin und Klostergründerin
- Peter Reinhard (* 1937), deutscher Unternehmer
- Philipp Reinhard (* 1990), deutscher Fotograf und Filmemacher

### R
- Raphael Reinhard (1820–1903), deutscher Maler und Zeichenlehrer
- Rebekka Reinhard (* 1972), deutsche Philosophin
- Renée Reinhard (* 1990), niederländische Tennisspielerin
- Richard Reinhard (1846–1920), deutscher Verwaltungsbeamter und Politiker
- Ruedi Reinhard (1940–2018), Schweizer Bildender Künstler
- Rolf Reinhard (* 1959), deutscher Jurist und Wirtschaftsmanager
- Rudolf Reinhard (Geograph) (1876–1946), deutscher Geograph und Museumsdirektor
- Rudolf Reinhard (Schauspieler), deutscher Schauspieler
- Rudolf Reinhard (Biologe) (1949–2021), deutscher Zoologe
- Rudolf Reinhard (Rennfahrer), deutscher Motorradrennfahrer

### S
- Sepp Reinhard (1931–2023), Schweizer Fotograf
- Simon Reinhard (* 1979), deutscher Gedächtnissportler
- Sophie Reinhard (1775–1844), deutsche Malerin
- Sylvie Reinhard (* 1980), Schweizer Unternehmerin und Verwaltungsratspräsidentin

### T
- Thomas Reinhard (* 1962), deutscher Augenarzt und Hochschullehrer
- Toni Reinhard (1917–1965), Schweizer Romanist

### W
- Walter Reinhard (Autor) (1900–nach 1971), deutscher Autor
- Walter Reinhard (Archäologe) (* 1949), deutscher Archäologe
- Werner Reinhard (1905–1991), deutscher Romanist, Lehrer und Autor
- Wilhelm Reinhard (Jurist) (1776–1858), deutscher Jurist
- Wilhelm Reinhard (Theologe) (1860–1922), deutscher Theologe und Politiker (DNVP)
- Wilhelm Reinhard (General) (1869–1955), deutscher General und SS-Obergruppenführer
- Wilhelm Reinhard (Theologe, 1880) (1880–1975), Dekan des Freiburger Metropolitankapitels
- Wilhelm Reinhard (Jagdflieger) (1891–1918), deutscher Jagdflieger
- Willy Reinhard (* 1967), deutscher Eishockeyspieler
- Wolfgang Reinhard (* 1937), deutscher Historiker

## Geografische Bezeichnungen
- Reinhardsbrunn, Stadtteil der thüringischen Kleinstadt Friedrichroda
- Reinhardshagen, Gemeinde im südlichen Weserbergland
- Reinhardswald, Mittelgebirge in Nordhessen
- Großer Reinhard, Berggipfel (2790 m) des Prettaukamms, Tirol bzw. Südtirol